# Jane Darwell
Jane Darwell, née le 15 octobre 1879 à Palmyra (Missouri) et morte le 13 août 1967 à Woodland Hills (Californie), est une actrice américaine.
Elle est inhumée à Glendale (cimetière Forest Lawn Memorial Park) en Californie.

## Biographie
Patti Mary Woodward a débuté au théâtre, où elle a pris son pseudonyme de Jane Darwell. Elle a rejoint le cinéma en 1913 sous la direction de Francis Ford. Elle tourne quelques films muets avant de disparaitre des affiches pendant 15 ans, puis enfin reprendre en 1930 son activité d'actrice dans des films désormais devenus parlants.
Actrice "ronde", son rôle-type est celui de la mère américaine, le cœur sur la main et la main sur la Bible.
Elle a joué dans de nombreux films notamment dans Autant en emporte le Vent (1939) dans le rôle de Mrs Dolly Merriwether et dans Mary Poppins (1964) dans le rôle de la Dame aux oiseaux.
Elle fut surtout l'inoubliable Ma Joad dans le film de John Ford, Les Raisins de la colère, pour lequel elle obtint un oscar.
Elle possède son étoile au Hollywood Walk of Fame au 6735 Hollywood Boulevard.

## Filmographie partielle
- 1913 : The Capture of Aguinaldo de Francis Ford (court-métrage)
- 1913 : When Sherman Marched to the Sea de Jack Conway (court-métrage)
- 1914 : The Only Son d'Oscar Apfel et Cecil B. DeMille
- 1914 : Brewster's Millions d'Oscar Apfel et Cecil B. DeMille :
- 1914 : Ready Money d'Oscar Apfel
- 1914 : The Master Mind d'Oscar Apfel et Cecil B. DeMille
- 1914 : La Rose du ranch (Rose of the Rancho) de Cecil B. DeMille
- 1914 : The Man on the Box d'Oscar Apfel et Cecil B. DeMille
- 1915 : After Five d'Oscar Apfel et Cecil B. DeMille
- 1915 : The Rug Maker's Daughter d'Oscar Apfel
- 1915 : The Reform Candidate de Frank Lloyd
- 1930 : Tom Sawyer de John Cromwell
- 1931 : Huckleberry Finn de Norman Taurog
- 1931 : L'Attaque de la caravane (Fighting Caravans) d'Otto Brower et David Burton
- 1931 : Pénitencier de femmes (Ladies of the Big House) de Marion Gering
- 1932 : Jeune Amérique (Young America) de Frank Borzage
- 1932 : Histoire d'un amour (Back Street) de John M. Stahl
- 1932 : Hot Saturday de William A. Seiter
- 1932 : Women Won't Tell de Richard Thorpe
- 1933 : Air Hostess d'Albert S. Rogell
- 1933 : The Past of Mary Holmes de Harlan Thompson et Slavko Vorkapich
- 1933 : Bondage d'Alfred Santell
- 1933 : Emergency Call d'Edward L. Cahn
- 1933 : Jennie Gerhardt de Marion Gering
- 1933 : Bed of Roses de Gregory La Cava
- 1933 : Le Docteur Cornélius (Before Dawn) d'Irving Pichel
- 1933 : He Couldn't Take It de William Nigh
- 1933 : Taxi Girls (Child of Manhattan) d'Edward Buzzell
- 1933 : One Sunday Afternoon de Stephen Roberts
- 1933 : Ann Vickers de John Cromwell
- 1933 : Aggie Appleby de Mark Sandrich
- 1933 : Une nuit seulement (Only Yesterday) de John M. Stahl
- 1933 : Sérénade à trois (Design for Living) d'Ernst Lubitsch
- 1933 : Roman Scandals de Frank Tuttle
- 1934 : Heat Lightning (en) de Mervyn LeRoy
- 1934 : Wonder Bar de Lloyd Bacon
- 1934 : David Harum de James Cruze
- 1934 : Once to Every Woman de  Lambert Hillyer
- 1934 : Filles d'Amérique (Finishing School) de George Nichols Jr. et Wanda Tuchock
- 1934 : L'Impératrice rouge (The Scarlet Empress) de Josef von Sternberg
- 1934 : Premier Amour (Change of heart) de John G. Blystone
- 1934 : Let's Talk it Over de Kurt Neumann
- 1934 : Most Precious Thing in Life de Lambert Hillyer
- 1934 : Blind Date de Roy William Neill
- 1934 : Rayon d'amour (Happiness Ahead) de Mervyn LeRoy
- 1934 : Journal of a Crime de William Keighley
- 1934 : Les Pirates de la mode (Fashions of 1934) de William Dieterle
- 1934 : Embarrassing Moments d'Edward Laemmle
- 1934 : Million Dollar Ransom de Murray Roth
- 1934 : One Night of Love de Victor Schertzinger
- 1934 : Desirable d'Archie Mayo
- 1934 : Wake Up and Dream de Kurt Neumann
- 1934 : Tomorrow's Youth de Charles Lamont
- 1934 : The Firebird de William Dieterle
- 1934 : La Parade blanche (The White Parade) d'Irving Cummings
- 1934 : Gentlemen Are Born d'Alfred E. Green
- 1934 : Shirley aviatrice (Bright Eyes) de David Butler
- 1935 : One More Spring de Henry King
- 1935 : McFadden's Flats (en) de Ralph Murphy
- 1935 : Life Begins at 40 de George Marshall
- 1935 : Boucles d'or (Curly Top) d'Irving Cummings
- 1935 : Navy Wife d'Allan Dwan
- 1935 : Metropolitan de Richard Boleslawski
- 1935 : We're Only Human de James Flood
- 1935 : Paddy O'Day de Lewis Seiler
- 1936 : Capitaine Janvier (Captain January) de David Butler
- 1936 : Le Premier Né (The First Baby) de Lewis Seiler
- 1936 : Une certaine jeune fille (Private Number) de Roy Del Ruth
- 1936 : White Fang de David Butler
- 1936 : Pauvre Petite Fille riche (Poor Little Rich Girl) d'Irving Cummings
- 1936 : Star for a Night de Lewis Seiler
- 1936 : L'Obsession de madame Craig (Craig's Wife) de Dorothy Arzner
- 1936 : Ramona de Henry King
- 1936 : Le Médecin de campagne (The Country Doctor) de Henry King
- 1936 : Little Miss Nobody
- 1936 : Laughing at Trouble de Frank R. Strayer
- 1937 : Le Dernier Négrier (Slave Ship)
- 1937 : Nancy Steele a disparu (Nancy Steele Is Missing!) de George Marshall
- 1937 : The Great Hospital Mysery de James Tinling
- 1937 : Week-end mouvementé (Fifty Roads to Town) de Norman Taurog
- 1937 : L'Amour en première page (Love Is News) de Tay Garnett
- 1937 : Voici l'escadre (The Singing Marine) de Ray Enright
- 1937 : Jeux de dames (Wife, Doctor and Nurse) de Walter Lang
- 1937 : Dangerously Yours de Malcolm St Clair
- 1938 : Change of Heart de James Tinling
- 1938 : The Jury's Secret d'Edward Sloman
- 1938 : Les Deux Bagarreurs (Battle of Broadway) de George Marshall
- 1938 : Trois Souris aveugles (Three Blind Mice) de William A. Seiter
- 1938 : Hôtel à vendre (Little Miss Broadway) d'Irving Cummings
- 1938 : Time Out for Murder de H. Bruce Humberstone
- 1938 : Five of a Kind de Herbert I. Leeds
- 1938 : Up the River d'Alfred L. Werker
- 1939 : Le Brigand bien-aimé (Jesse James) de Henry King
- 1939 : Inside Story de Ricardo Cortez
- 1939 : The Zero Hour de Sidney Salkow
- 1939 : Unexpected Father de Charles Lamont
- 1939 : Grand Jury Secrets de James P. Hogan
- 1939 : La Mousson (The Rains Came) de Clarence Brown
- 1939 : 20 000 Men a Year d'Alfred E. Green
- 1939 : Autant en Emporte le Vent (Gone With the Wind) de Victor Fleming
- 1939 : Miracle on Main Street de Steve Sekely
- 1940 : Les Raisins de la colère (The Grapes of Wrath) de John Ford
- 1940 : Untamed de George Archainbaud
- 1940 : L'Odyssée des Mormons (Brigham Young) d'Henry Hathaway
- 1940 : Youth Will Be Served (en) d'Otto Brower
- 1940 : La Roulotte rouge ou La Belle écuyère (Chad Hanna) de Henry King
- 1941 : Âge ingrat (Small Town Deb) de Harold D. Schuster
- 1941 : Échec à la Gestapo (All Through the Night) de Vincent Sherman
- 1941 : Tous les biens de la terre (All That Money Can Buy / The Devil and Daniel Webster) de William Dieterle
- 1942 : Young America de Louis King
- 1942 : The Great Gildersleeve de Gordon Douglas
- 1942 : The Loves of Edgar Allan Poe de Harry Lachman
- 1943 : L'Étrange Incident (The Ox-Bow Incident) de William A. Wellman
- 1943 : Tender Comrade d'Edward Dmytryk
- 1944 : The Impatient Years d'Irving Cummings
- 1944 : Sunday Dinner for a Soldier de Lloyd Bacon
- 1944 : Sérénade américaine (Music in Manhattan) de John H. Auer
- 1945 : I Live in Grosvenor Square d'Herbert Wilcox
- 1946 : La Poursuite infernale (My Darling Clementine) de John Ford
- 1948 : Le Fils du désert (Three Godfathers) de John Ford
- 1949 : Le Mustang noir (Red Canyon) de George Sherman
- 1950 : Le Convoi des braves (Wagon Master) de John Ford
- 1950 : Femmes en cage (Caged) de John Cromwell
- 1950 : Cœurs enflammés (Surrender) d'Allan Dwan
- 1950 : Les Filles à papa (The Daughter of Rosie O'Grady) de David Butler
- 1951 : Le Môme boule-de-gomme (The Lemon Drop Kid) de Sidney Lanfield et Frank Tashlin
- 1951 : Un fou au volant (en) (Excuse My Dust) de Roy Rowland
- 1951 : Journey into Light de Stuart Heisler
- 1952 : Cinq Mariages à l'essai (We're Not Married!) d'Edmund Goulding
- 1953 : Le soleil brille pour tout le monde (The Sun Shines Bright) de John Ford
- 1953 : Commérages (Affair with a Stranger) de Roy Rowland
- 1953 : Bigamie (The Bigamist) d'Ida Lupino
- 1955 : La Fille de l'amiral (Hit the Deck) de Roy Rowland
- 1956 : Demain est un autre jour (There's Always Tomorrow) de Douglas Sirk
- 1956 : Girls in Prison d'Edward L. Cahn
- 1958 : La Dernière Fanfare (The Last Hurrah) de John Ford
- 1959 : Le Vagabond des Bois Maudits (Hound-Dog Man) de Don Siegel
- 1964 : Mary Poppins de Robert Stevenson

## Récompenses et distinctions
- 1941: Oscar de la meilleure actrice dans un second rôle pour Les Raisins de la colère.